# St Stephen (Hertfordshire)
St Stephen – civil parish w Anglii, w Hertfordshire, w dystrykcie St Albans. W 2011 civil parish liczyła 13865 mieszkańców.